# Hyposcada fallax
Hyposcada fallax är en fjärilsart som beskrevs av Otto Staudinger 1885. Hyposcada fallax ingår i släktet Hyposcada och familjen praktfjärilar. Inga underarter finns listade i Catalogue of Life.